# Matematician

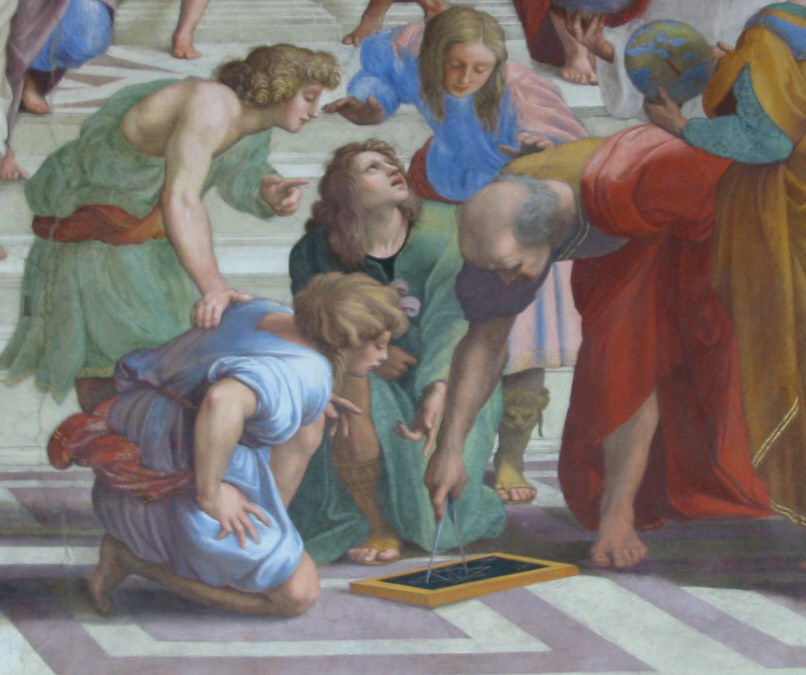
Euclid (ținând echerul în mână) este considerat „părintele geometriei”.

Matematicianul este o persoană al cărei prim domeniu de studiu și/sau cercetare este acela al matematicii. Termenul generic matematician se poate particulariza pentru diferite subdomenii de activitate ale matematicii cum ar fi geometru, algebrist , analist, logician, probabilist, biomatematician, topologist, statistician, actuar etc.
Câțiva matematicieni celebri sunt Thales, Arhimede, Euclid, Isaac Newton, Carl Friedrich Gauss, Leonhard Euler, Bernhard Riemann, Henri Poincaré, David Hilbert, Joseph-Louis Lagrange și Pierre de Fermat.

## Sensul și istoricul termenului matematician
Există în principal două utilizări diferite ale acestui termen : matematician poate desemna o persoană activă în cercetarea matematică ·  care se manifestă prin publicarea de articole științifice în periodice cu comitet de referenți. Un alt sens este cel de persoană cunoscătoare a noțiunilor matematice (versée dans les mathématiques), sau care activează în domenii adiacente (predarea matematicilor fără activități de cercetare, epistemologie, pedagogie, sau chiar prin opere de popularizare științifică).
Unul din primii matematicieni atestați a fost Thales din Milet care a evidențiat necesitatea demonstrației în matematică. I se atribuie prima descoperire din acest domeniu.
Pe parcursul timpului mulți matematicieni au orbitat în jurul universităților. Începând din secolul XIX, obiectivul universităților europene s-a modificat de la a cere regurgitarea cunoștințelor predate la promovarea gândirii productive
Matematicienii, spre deosebire de alte categorii de oamenii cum ar fi fizicienii sau inginerii au o responsabilitate mai mică în raport cu activitățile direct productive ale unei economii naționale; de aici anumite crispări interdisciplinare în relația matematicienilor cu inginerii, fizicienii sau economiștii care sunt nemulțumiți de anumite aspecte legate de modul de predare al disciplinelor matematice pe întreaga verticală a sistemului educațional.
Colaborarea între matematicieni și alte tipuri de specialiști este afectată și de faptul că numeroși intelectuali au despre matematică o imagine deformată și simplificatoare, viziune care a provocat multe daune colaborării interdisciplinare, matematicienii fiind priviți cu suspiciune de anumite tipuri de intelectuali.

## Activități esențiale ale unui matematician
Nu există o definiție precisă sau limitări prestabilite ale activității unui matematician, in afara obiectivului de a spori conținutul conceptual al matematicii. Un matematician poate avea ca obiective rezolvarea problemelor deschise și verificarea conjecturilor. Esența activității matematice este atracția pentru problematic, alimentarea pasiunii pentru rezolvarea de probleme
Aici termenul „probleme” se distinge de aplicațiile cu caracter didactic date elevilor sub 18 ani sub titlul de exerciții și probleme cu rezultat cunoscut dinainte. Un alt aspect important de activitate matematică e formularea de diferite modele matematice pentru alte domenii de activitate.
Dezvoltarea matematicii este un șir crescător și sinuos de abstractizări, interpretări, generalizări de tipul următor: scheme de calcul, organizare în pași operatori, sinteze coerente, vizualizări grafice, adoptarea metodei axiomatice, stabilirea regulilor limbajului deductiv, utilizarea calculatorului și, nu în ultimul rând, formularea de probleme atractiv/recreative.

## Implicarea matematicienilor in alte domenii științifice
Implicarea matematicienilor in alte domenii de investigare științifică este facilitată de statutul matematicii de auxiliar universal al celorlalte științe, statut din ce in ce mai evident începând cu epoca modernă în corelație cu restructurarea de ansamblu a științelor fizice. Cercetările teoretice ale matematicienilor completează și dau explicații rezultatelor experimentale din științele naturii. Dar deseori matematicienii sunt ei înșiși experimentatoriiar fizicienii cunosc suficientă matematică pentru a putea exprima prin formule legile și proprietățile fizice și evidențierea prin deducții matematice a fenomenelor noi.

## Posibilități de angajare în lumea contemporană
Se face uneori distincție de domeniu de activitate între matematica pură și cea aplicată, prima fiind uneori caracterizată ca matematică speculativă.

## Vezi și
- Istoria matematicii
- Listă de matematicieni
- Listă de matematicieni români
- Listă de matematicieni membri ai Academiei Române